# International Association for the Study of Lung Cancer
L'International Association for the Study of Lung Cancer (« Association Internationale pour l'étude du cancer du poumon »), plus couramment désignée par son sigle IASLC, est un collectif international de recherche consacré aux cancers du poumon. L'IASLC a été fondée en 1974 et regroupe plus de 5 000 spécialistes dans 100 pays. Elle publie depuis 2006 une revue scientifique à comité de lecture, le Journal of Thoracic Oncology (« Journal d'Oncologie Thoracique »). De 2009 à 2013, son président est Peter Goldstraw.